# Monceaux-sur-Dordogne
Monceaux-sur-Dordogne är en kommun i departementet Corrèze i regionen Nouvelle-Aquitaine i de centrala delarna av Frankrike. Kommunen ligger  i kantonen Argentat som tillhör arrondissementet Tulle. År 2022 hade Monceaux-sur-Dordogne 630 invånare.

## Befolkningsutveckling
Antalet invånare i kommunen Monceaux-sur-Dordogne
Referens:INSEE